# Akram Khan
Akram Khan (Londen, 29 juli 1974) is een Britse danser en choreograaf van Bengaalse komaf. Zijn achtergrond is geworteld in een klassieke kathak-opleiding en in de hedendaagse dans. Hij is de oprichter en artistiek leider van de Akram Khan Company. Het werk van Khan is regelmatig te zien in theaters in Nederland en België.

## Biografie
Akram Khan werd geboren in de Londonse wijk Lambeth in een gezin dat oorspronkelijk uit Dhaka in Bangladesh kwam. Hij begon met dansen op zevenjarige leeftijd en kreeg les van de Kathak-danser en leraar Sri Pratap Pawar. Hij begon zijn podiumcarrière op veertienjarige leeftijd, toen hij werd gecast in Peter Brooks legendarische toneelversie van Mahabharata, die van 1987 tot 1989 een wereldtournee maakte. In de televisieversie van het stuk uit 1988 speelde hij de rol van Ekalavya. Hij vervolgde zijn dansopleiding aam De Montfort University in Leicester en de Northern School of Contemporary Dance in Sheffield. Vervolgens studeerde hij aan de door Anne Teresa De Keersmaeker opgerichte dansopleiding P.A.R.T.S. in Brussel.

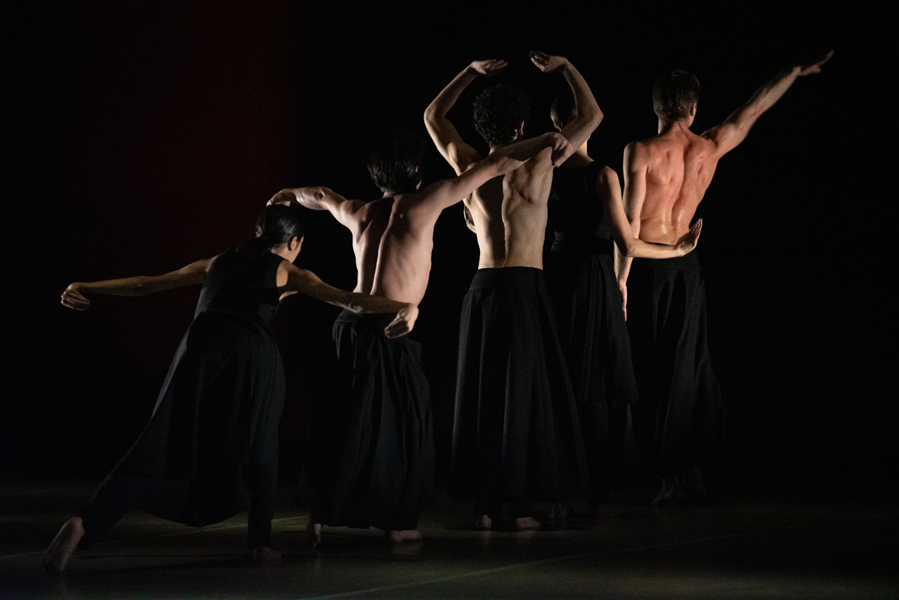
Kaash uit 2002, hier uitgevoerd in het Stanislavski & Nemirovitsj-Dantsjenko Theater in Moskou (2021)

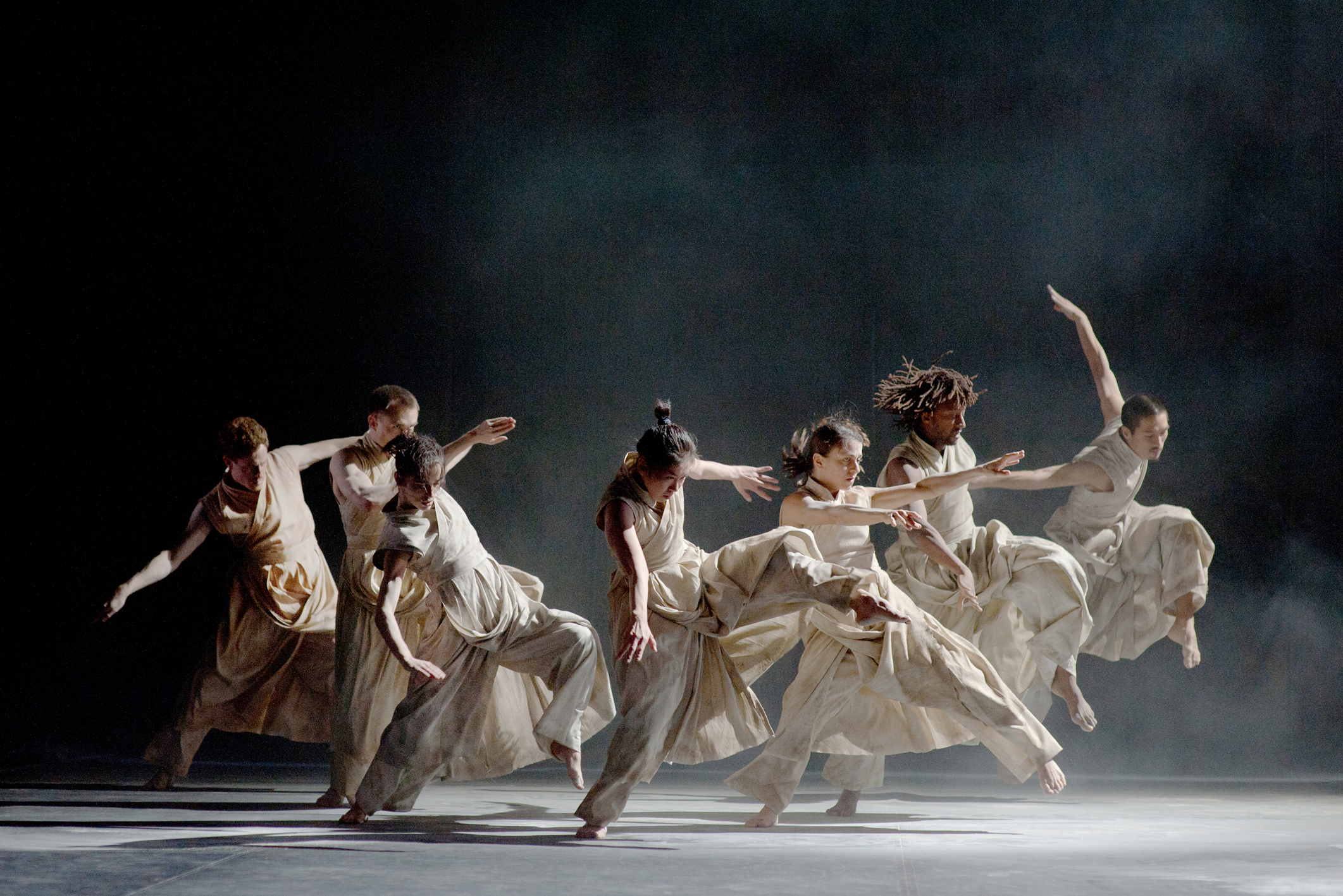
Vertical Road uit 2011, hier uitgevoerd in het Curve Theatre in Leicester, Engeland

In 2000 richtte hij zijn eigen dansgezelschap op in Londen, de Akram Khan Company, en creëerde zijn eerste opmerkelijke choreografie, Rush. Zijn energieke en spectaculaire dansstijl, waarin de traditie van de Indiase kathak samensmelt met de hedendaagse westerse dans, bracht hem internationale erkenning, met name met de twee grote stukken Kaash en Ma uit 2003-2004, waarna hij met zijn gezelschap over de hele wereld toerde.
In 2005 creëerde en danste hij, samen met de Belgische choreograaf Sidi Larbi Cherkaoui, het duet Zero Degree. Het jaar daarop creëerde en danste hij met Sylvie Guillem het stuk Sacred Monsters. In 2006 verzorgde hij een deel van de choreografie voor Kylie Minogues tournee Showgirl: The Homecoming Tour. Daarin was hij te zien als een reusachtige projectie achter de zangeres.
In 2008 creëerde hij in samenwerking met het Nationaal Ballet van China een nieuwe show Bahok, beginnend met Built to Destroy en vervolgens Bridge, waarvan de première plaatsvond in Beijing. In hetzelfde jaar choreografeerde en danste hij het duet in-i met Juliette Binoche, wat haar eerste verschijning op het podium als danseres was. Het stuk Deshis opgedragen aan zijn vader, die stateloos vanuit Bangladesh naar Londen kwam.
In januari 2012 liep Khan tijdens een repetitie van Desh een ernstige blessure op aan zijn achillespees. Hij moest een groot aantal optredens annuleren en kon na de operatie maandenlang niet optreden of repeteren. Tijdens deze periode werd hij door Danny Boyle, regisseur van de openingsceremonie van de Olympische Spelen van Londen, gevraagd het choreografische deel van de openingsceremonie voor zijn rekening te nemen.
In 2016 maakte hij voor het Manchester International Festival een nieuwe versie van het klassieke ballet Giselle. Het betrof een coproductie van het English National Ballet en Sadler's Wells Theatre. Later dat jaar was de voorstelling te zien in Bristol, Southampton en Londen (Sadler's Wells). In 2022 was de productie te zien in de Brooklyn Academy of Music in New York.
In 2018 creëerde hij een nieuwe solo, Xenos, die hij ook zelf danste. Het stuk is opgedragen aan de Indiase soldaten die tijdens de Eerste Wereldoorlog in Europa aan het front vochten. Hoewel Khan altijd gepassioneerd is geweest voor solo-optredens, gaf hij aan na dit stuk niet meer op te treden als solist: "Een solo betekent toeren zonder understudy. Maar ik heb twee kinderen van vier en zes, bij wie ik wil zijn." In juli 2019 presenteerde hij tijdens het Festival van Avignon op de binnenplaats van het Pausenpaleis Outwitting the Devil, een stuk voor zes dansers, waarin hij de fundamentele mythen van de mensheid bespreekt op basis van een in 2015 ontdekte tekst, een versie van het aloude Gilgamesj-epos.

## Prijzen, onderscheidingen (selectie)
- 2000: Choreografieprijs van de Jerwood Foundation
- 2000: Critics' Circle National Dance Award in de categorieën "beste opkomende artiest" en "beste nieuwe choreografie"
- 2004: Internationaler Movimentos-Tanzpreis (Duitsland) in de categorie "beste jonge artiest"
- 2005: Critics' Circle National Dance Award in de categorie "beste mannelijke artiest (modern)"
- 2005: Lid van de Orde van het Britse Rijk (OBE)
- 2006: Nominatie voor de Laurence Olivier Award in de categorie "Beste nieuwe choreografie" voor Zero Degrees (met Sidi Larbi Cherkaoui)
- 2007: Helpmann Award (Australië) in de categorie "beste choreografie"
- 2015: Nominatie Prix Benois de la Danse (Rusland) voor Dust
- 2015: Nominatie Prix Benois de la Danse voor Giselle
- 2020: "Choreograf des Jahres" in de Duitstalige wereld voor Outwitting the Devil
- 2021: Critics Syndicate Choreographic Personality of the Year Prize

## Werken (selectie)
- 2000: Loose in Flight
- 2000: Fix
- 2000: Rush
- 2001: Polaroid Feet (kathak)
- 2001: Related Rocks
- 2002: Kaash, decor: Anish Kapoor; muziek: Nitin Sawhney
- 2002: If Not, Why Not ?
- 2003: Ronin (kathak)
- 2004: Ma
- 2005: Zero Degrees, in samenwerking met Sidi Larbi Cherkaoui; muziek: Nitin Sawhney
- 2006: Sacred Monsters met Sylvie Guillem[3]
- 2006: Variations for Vibes, Strings & Pianos (opgedragen aan Steve Reich), muziek: Reichs Variaties voor vibrafoons, piano's en strijkers
- 2008: Bahok (oude titel: Bridge), met het Nationaal Ballet van China
- 2008: IN-I met Juliette Binoche, decor: Anish Kapoor
- 2009: Confluences
- 2010: Gnosis
- 2011: Vertical Road, muziek: Nitin Sawhney
- 2011: DESH (kathak)
- 2013: iTMOi (In the Mind of Igor), muziek: Nitin Sawhney, Jocelyn Pook en Ben Frost[4]
- 2013: Desert Dancer
- 2014: Dust voor het English National Ballet
- 2014: The Rashomon Effect
- 2014: Torobaka, duet met Israel Galván
- 2015: The Pursuit of Now, improvisaties op de muziek van pianist Shahin Novrasli
- 2015: Technê, solostuk voor de afscheidstournee van Sylvie Guillem
- 2015: Chotto Desh, versie voor kinderen van Desh uit 2011
- 2016: Toro, soloversie van Torobaka uit 2014[5]
- 2016: Giselle, remake voor het English National Ballet
- 2016: Big Dance en Kadamati
- 2016: Until the Lions, naar het boek van Karthika Naïr
- 2018: Portraits in Otherness
- 2018: XENOS, solo van Akram Khan
- 2019: Outwitting the Devil
- 2022: Jungle Book reimagined, wereldpremière in Leicester